# Sezon snookerowy 2002/2003
Poniższa lista obejmuje najważniejsze wydarzenia w snookerze w sezonie 2002/2003.
| Data                              | Turniej                        | Miejsce rozgrywek   | Zwycięzca         | Drugie miejsce | Wynik |
| --------------------------------- | ------------------------------ | ------------------- | ----------------- | -------------- | ----- |
| 24 września - 29 września         | Regal Scottish Masters         | Glasgow (Szkocja)   | Ronnie O’Sullivan | John Higgins   | 9-4   |
| 4 października - 12 października  | LG Cup                         | Preston (Anglia)    | Chris Small       | Alan McManus   | 9-5   |
| 21 października - 31 października | Benson and Hedges Championship | Anglia              | Mark Davis        | Mehmet Husnu   | 9-6   |
| 9 października - 17 października  | British Open                   | Telford (Anglia)    | Paul Hunter       | Ian McCulloch  | 9-4   |
| 1 grudnia - 15 grudnia            | UK Championship                | York (Anglia)       | Mark Williams     | Ken Doherty    | 10-9  |
| 22 stycznia - 26 stycznia         | Regal Welsh Open               | Cardiff (Walia)     | Stephen Hendry    | Mark Williams  | 9-5   |
| 2 lutego - 9 lutego               | Benson and Hedges Masters      | Wembley (Anglia)    | Mark Williams     | Stephen Hendry | 10-4  |
| 11 marca - 16 marca               | European Open                  | Torquay (Anglia)    | Ronnie O’Sullivan | Stephen Hendry | 9-6   |
| 25 marca - 30 marca               | Irish Masters                  | Dublin (Irlandia)   | Ronnie O’Sullivan | John Higgins   | 10-9  |
| 5 kwietnia - 13 kwietnia          | Regal Scottish Open            | Edynburg (Szkocja)  | David Gray        | Mark Selby     | 9-7   |
| 19 kwietnia - 5 maja              | Mistrzostwa świata             | Sheffield (Anglia)  | Mark Williams     | Ken Doherty    | 18-16 |
| Cały sezon                        | Premier League                 | Sunderland (Anglia) | Marco Fu          | Mark Williams  | 9-5   |